# Русско-литовская война (1534—1537)
Русско-литовская война 1534—1537 годов, также Стародубская война — война между Русским государством и Великим княжеством Литовским, объединённым личной унией с Королевством Польским. Являлась одной из нескольких русско-литовских войн XV—XVI веков.

## Предыстория

### Нарастание напряженности

#### Взаимные нападения на приграничные волости
Отношения между Русским государством и Великим княжеством Литовским были напряженными задолго до 1534 года, данная напряженность была характерна ещё для периода Государя и Великого князя всея Руси Василия III.
Основными районами столкновения территориальных притязаний двух соседних держав оказались великолуцкий рубеж и северская земля. Ещё во время переговоров 1526—1527 годов о продлении перемирия — сначала в Москве, а потом в Вильне — литовская сторона жаловалась на «кривды» (обиды), учиненные ей наместниками и помещиками из северских городов. Возник спор из-за Северщины, которую каждая сторона считала своей. 25 декабря 1526 года в Стародубе состоялся порубежный съезд, но это не удовлетворило короля Сигизмунда I. Во время приема в Москве зимой 1527/28 года литовского посланца И. Ячманова снова звучали взаимные протесты против наездов и территориальных захватов с обеих сторон.
В июле 1528 года Русское государство сосредоточило свои войска на восточных рубежах Великого Княжества Литовского. Это вызвало тревогу в пограничных городах Великого княжества Литовского — Витебске и Полоцке. Однако вторжение русских войск не состоялось.
В феврале 1529 года посол Русского государства Ф. Г. Афанасьев протестовал против того, что люди королевы Боны Сфорцы, используя перемирные грамоты, вторгаются в земли Русского государства. Аналогичный протест по поводу тех же стародубских волостей был заявлен литовским послам М. Яновичу и В. Чижу, прибывшим в Москву в августе того же года; в свою очередь послы жаловались на гомельского и стародубского наместников, нападавших на волости, принадлежавшие королеве. На тех же позициях стороны оставались и в последующие годы.
В 1529—1531 годов заметное место в отношениях между двумя государствами занял вопрос о проведении порубежного съезда для размежевания спорных земель в Великих Луках (с Полоцком) и Стародубе (с Речицей). Сроки проведения этих съездов несколько раз переносились, и они так и не состоялись, причем обе стороны старались вину за их срыв возложить друг на друга.

#### «Война титулов»
Напряженность в отношениях двух соседних держав сохранялась и выразилась, в частности, в форме своеобразной «войны титулов». В послании королю Сигизмунду I от 17 февраля 1530 года Василий III именует его сокращенным титулом: «король польский, и великий князь литовский и жемотцкий и иных», пропуская в господарском титуле наименование «русский». В 1531 году появились слухи об том, что это может свидетельствовать о притязаниях Василия III на Киев (столицу Древнерусского государства). По мнению российского историка М. М. Крома, эти слухи не достоверны, так как сокращение королевского титула московская сторона стала практиковать с февраля 1530 года, а слухи о намерении Василия III захватить Киев появились в 1531 году, и усилились во второй половине 1532 года, когда московская дипломатия уже вернулась к употреблению полного титула Сигизмунда. Власти Великого княжества Литовского подготовили Киев к обороне, но поход войск восточного соседа на этот город не состоялся. К тому же, согласно посольской книге, имело место взаимное умаление титула.

### Ультиматум
3 декабря 1533 года умер великий князь московский и государь всея Руси Василий III. Правительницей Русского государства стала Елена Глинская, которая предложила Сигизмунду I заключить мир на базе перемирия, заключенного в 1522 году после предыдущей русско-литовской войны и продлевавшегося в 1526 и 1532 годах. Однако Литва в расчёте на внутренние смуты и бессилие правительства в период малолетства наследника престола, надеясь отвоевать у Русского государства потерянные ранее земли, объявила ему в феврале 1534 года ультиматум с требованием вернуться к границам 1508 года. После того, как ультиматум был отвергнут, Великое княжество Литовское начало боевые действия.

### Дезертирство в русских полках
В преддверии боевых действий в русских полках, стоявших на южной границе, началось дезертирство. В августе 1534 года в Великое княжество Литовское бежали служилый князь Семен Бельский и окольничий Иван Ляцкий, а с ними «многие дети боярские». Из беглецов задержать удалось только князя Б. Трубецкого. Организатором этого побега был Бельский, он был недоволен властями Русского государства, особенно же казнью князя Юрия Дмитровского, а потому договорился с великим князем литовским и королем польским Сигизмундом I о побеге в ВКЛ. Сбежав в Великое княжество Литовское, Бельский получил земельные владения от Сигизмунда. По обвинению в желании уехать в ВКЛ были арестованы князья Иван Бельский и Михаил Воротынский с сыном Владимиром. По мнению российского историка С. Соловьева, эти события в дальнейшем стали одними из факторов, которые мешали сбору и передвижению войск.

## Ход войны

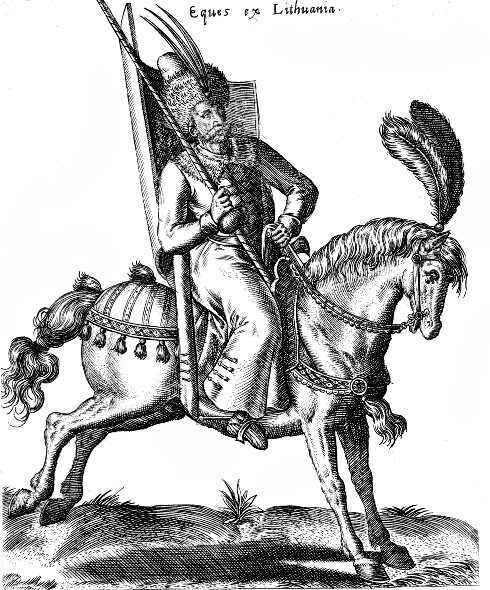
Гусар Великого княжества Литовского в XVI веке

Литовское войско было разделено на три отряда. Первый, под командованием киевского воеводы Андрея Немировича и Анатолия Чижа, 9 августа выступил в Северскую землю и захватил Радогощ. В то же время были предприняты безуспешные попытки взять Чернигов, Стародуб и Почеп. Второй отряд под командованием князей И. Вишневецкого и А. Коверского перешёл границу 13 сентября и двинулся на Смоленск, однако взять город не смог, а контратака русского гарнизона во главе с Н. В. Оболенским отбила литовские войска от города. Третий отряд под командованием гетмана Ю. Радзивилла оставался в Могилёве в качестве стратегического резерва.
После отступления литовцев от Смоленска Сигизмунд I 1 октября 1534 года распустил своё войско, оставив только 3 тысячи человек для охраны пограничных крепостей. Этим немедленно воспользовались русские, которые перешли в наступление и продвинулись на 300 вёрст вглубь литовской территории до Долгиново и Витебска, значительно её опустошив и взяв богатый полон. Вскоре последовало ещё более крупное наступление русской армии численностью до 60—70 тысяч человек. Три войска выступили 3—5 февраля 1535 года из-под Смоленска, Опочки и Стародуба. Они не пытались штурмовать укреплённые города, а предпочитали разорять обширные сельские территории, где литовцы не могли оказать какого-либо сопротивления. Русские отряды доходили вплоть до окрестностей Вильны и Новогрудка. В конце февраля — начале марта русские войска благополучно возвратились в рубежи Русского государства с богатой добычей. Этот рейд подорвал экономику Литвы, которая не могла продолжать войну в одиночку. На помощь литовцам были собраны польские войска.
Русское государство, укрепляя западное направление, построило крепость Себеж. Русское войско во главе с князем В. В. Шуйским попыталось взять Мстиславль, им удалось взять посад и острог, но Мстиславский замок выдержал осаду и не был захвачен. Русские разорили городскую округу. Помимо этого, они захватили остроги и посады городов Кричев, Радомль, Могилев, Княжичи, Шклов, Копос, Орша, Дубровна. Во всех случаях были разорены городские посады, в плен уводили местное население. Позднее польско-литовское войско перешло в наступление. Это было сделано на юго-западном направлении. 13 июля был осажден Гомель, городские укрепления были разрушены артиллерией осаждавших, 16 июля город сдался. 30 июля польско-литовское войско осадило Стародуб. В это же время на рязанские земли начался набег крымских татар, и значительная часть русского войска была переброшена туда. Поэтому русское командование не имело возможность послать войско на помощь Стародубу. Его гарнизон под командованием воеводы князя Фёдора Овчины-Оболенского упорно оборонялся. Литовцы впервые применили мины и, взорвав часть стены, вновь атаковали город. Овчина-Оболенский отбил две атаки, однако в итоге город был взят и сожжён осаждающими, мирных жителей в количестве 13 тысяч человек поляки и литовцы полностью истребили. По оценкам М. М. Крома, учинённая Тарновским жестокость выбивалась из практики того времени. Позже Иван IV в переписке вспоминал: «в наши не в свершенные лета отец государя вашего Жигимонт король прислал своих людей с бесермены к нашей вотчине к Стародубу, и город взяли, и воевод наших, и детей боярских с женами и с детьми многих поимали и порезали, как овец».

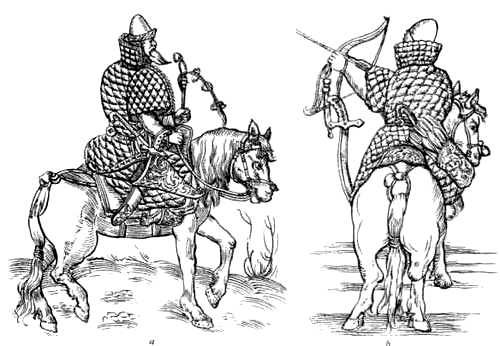
Московский конный воин XVI века

Для предотвращения дальнейших польско-литовских завоеваний жители Почепа были переведены в Брянск, а сам город был сожжён. Польско-литовская армия заняла пепелище, но затем отошла в Литву. Неудача наступления заставила Сигизмунда I начать переговоры о мире. Боевые действия на время переговоров временно приостановились, чем попытались воспользоваться литовцы. Отряд Андрея Немировича и Яна Глебовича, насчитывающий от 1 200 до 20 000 человек, 27 февраля 1536 осадил крепость Себеж. Все попытки овладеть крепостью штурмом оканчивались неудачей. Наконец, себежский гарнизон контратаковал литовские войска и обратил их в бегство. Когда литовцы отступали по Себежскому озеру, лёд под ними проломился, что увеличило потери, которые составили от 20 до более 1000 человек.
После этого военная инициатива перешла к русской стороне. Были совершены походы под Витебск и Любеч, где были сожжены посады, разорены окрестности и выведен огромный полон. Однако поход русских под Кричев закончился поражением русских войск и пленением их воевод (М. Ю. Оболенского, Г. Г. Колычева). Изменившаяся ситуация заставила Сигизмунда активизировать поиски мира. Русские также желали заключения перемирия, так как им угрожали Казанское и Крымское ханства.

## Результаты войны
Перемирие было заключено 18 февраля 1537 года в Москве. По его условиям Гомельская волость официально отходила Великому княжеству Литовскому, а крепости Себеж, Велиж и Заволочье, основанные русскими на завоёванной литовской территории, оставались в Русском государстве.
По мнению М. М. Крома, война 1534—1537 годов выявила растущую слабость военной организации Великого княжества Литовского и усиление его зависимости в оборонной сфере от помощи соседней Польши. Прежняя система земского ополчения пришла в упадок, а для найма жолнеров не хватало средств. Успехами летней кампании 1535 года литовцы были обязаны полякам. Военная организация Русского государства, основанная на поместной системе, обнаружила в этой войне преимущества перед литовской в отношении дисциплины и единоначалия.